# 尚武镇
尚武镇，是中华人民共和国四川省广元市旺苍县曾经下辖的一个镇。2020年5月，撤销尚武镇，将其所属行政区域划归嘉川镇管辖。

## 行政区划
尚武镇撤销前下辖以下地区：
真武宫社区、万家沟村、自来村、榆钱村、胜利村、寨梁村、石锣村、五马村和新生村。